# Dimetiltriptamin
N,N-Dimetiltriptamin (DMT) je prirodno psihodelično jedinjenje iz triptaminske familije. DMT je nađen ne samo u više biljaka, nego i u tragovima kod ljudi i drugih sisara, gde je originalno izveden iz esencijalne aminokiseline triptofana. Njega proizvodi enzim INMT tokom normalnog metabolizma. Njegova prirodna funkcija još uvek nije poznata. Strukturno, DMT je analogan sa neurotransmiterom serotoninom (5-HT), hormonom melatoninom, i drugim psihodeličnim triptaminima, kao što su 5-MeO-DMT, bufotenin, i psilocin (aktivni metabolit psilocibina).
DMT se koristi kao psihodelična droga u mnogim kulturama, urođeničkim i modernim, bilo kao ekstrakt ili u sintetičkom obliku. Kad se DMT udiše ili konzumira, u zavisnosti od doze, njegovi subjektivni efekti se kreću u opsegu od kratkotrajnih blagih psihodeličnih stanja do moćnih impresivnih iskustva, koja obuhvataju totalni gubitak veze sa realnošću, što može da bude izuzetno ekstremno. DMT je takođe primarna psihoaktivna materija u ajavaska, napitku Amazonskih indijanaca koji se koristi za proročke i medicinske svrhe. Farmakološki, ajavaska kombinuje DMT sa MAOI, enzimskim inhibitorom koji omogućava oralnu aktivnost DMT-a.

## Spoljašnje veze
- DMT je ekstremno jak halucinogen
- DMT
- Pregled DMT-a
- Dokumentarni film o DMT-u

|  | Molimo Vas, obratite pažnju na važno upozorenje u vezi sa temama iz oblasti medicine (zdravlja). |